# Бен Бернанке
Бен Шалом Бернанке (англ. Ben Shalom Bernanke; нар. 13 грудня 1953, Огаста, Джорджія) — американський економіст, колишній голова Федеральної резервної системи США (з 1 лютого 2006 по 3 лютого 2014), голова ради економічних експертів при Білому домі. Бернанке став наступником Алана Грінспена 1 лютого 2006 року. Він займає 4-е місце в щорічному рейтингу владних осіб у світі згідно з тижневиком Newsweek. Лауреат Нобелівської премії з економіки 2022 року.

## Дитинство та юність
Бен Бернанке народився у місті Огаста (штат Джорджія) 13 грудня 1953 року, виріс у місті Діллон (штат Південна Кароліна). Його батько Філіп працював фармацевтом, а мати — вчителькою.

## Погляди на економіку
Бернанке дотримується консервативних поглядів на економіку, хоча його колеги стверджують, що, приймаючи рішення, він зважає не на свої вподобання, а на факти. Якщо Грінспен при цьому керувався інтуїцією, то Бернанке спирається на математичний аналіз. Стверджують, що його кумир це Мілтон Фрідман, і він вірить у вільний ринок.
Бен Бернанке цікавиться Великою депресією. Як і Мілтон Фрідман, Бернанке вважає, що вона була особливо важкою і довгою через помилки Федеральної резервної системи. На його думку, системі треба було збільшувати грошовий запас.
Одна з найголовніших думок його докторської дисертації полягає в тому, що інвестори роблять забагато помилкових кроків через недостатню поінформованість. Бернанке вважає, що Федеральна резервна система повинна ставити перед собою чіткі, зрозумілі цілі і пояснювати їх інвесторам.
Бернанке вважає, що Федеральній резервній системі потрібно не намагатися боротися з «економічними бульбашками», а просто зосередитися на таких стандартних цілях, як повна зайнятість і зниження інфляції.
Федеральну резервну систему на чолі з Бернанке критикують за те, що якби вона активніше боролася проти «економічної бульки» цін на нерухомість, США вдалося б уникнути економічної кризи.

## Бернанке і Україна
Дідусь Бена Бернанке, Йона Бернанке, народився у містечку Борислав.